# Multiverse United
Multiverse United será um evento pay-per-view (PPV) de luta profissional co-produzido pela Impact Wrestling e New Japan Pro-Wrestling (NJPW) como parte da WrestleCon. Acontecerá em 30 de março de 2023, no Globe Theatre em Los Angeles, Califórnia.
O evento é o segundo show Multiverse promovido pelo Impact durante o fim de semana da WrestleMania como parte da WrestleCon, após o Multiverse of Matches em 2022, estabelecendo assim o evento Multiverse como uma tradição anual.

## Produção
Em 9 de fevereiro de 2023, o Impact Wrestling e o New Japan Pro-Wrestling anunciaram que estavam coproduzindo um evento como parte do Wrestlecon daquele ano chamado Multiverse United: Only the Strong Survive, ocorrendo no Globe Theatre na quinta-feira, 30 de março de 2023. , transmitido ao vivo pela FITE TV.

## Lutas
| Nº                                          | Resultados                     | Estipulações                                      |
| ------------------------------------------- | ------------------------------ | ------------------------------------------------- |
| 1                                           | Josh Alexander (c) vs. Kushida | Luta individual pelo Campeonato Mundial da Impact |
| 2                                           | Will Ospreay vs. Mike Bailey   | Luta individual                                   |
| 3                                           | Moose vs. Jeff Cobb            | Luta individual                                   |
| (c) – Refere-se aos campeões antes da luta. |                                |                                                   |

## Ligações  externas
- «Sítio oficial»